# Henri de Mayenne
Pour les articles homonymes, voir Henri de Lorraine, Mayenne et Duc d'Aiguillon.
Pour les autres membres de la famille, voir Maison de Guise.
Henri de Lorraine, duc de Mayenne, né le 20 décembre 1578 à Dijon et mort le 20 septembre 1621 au siège de Montauban, est un noble français appartenant à la cour d'Henri IV, puis de Louis XIII. 

## Biographie
Fils aîné de Charles de Mayenne, duc de Mayenne et d'Henriette de Savoie-Villars, fille du maréchal de Villars. Il était membre de la Maison ducale de Lorraine, précisément de la branche cadette de la Maison de Guise. Son père était le frère cadet d'Henri de Guise, assassiné par le roi Henri III en 1588.
Il fut baron puis duc d'Aiguillon en 1599 et devint, à la mort de son père en 1611, duc de Mayenne, marquis de Villars, comte du Maine, comte de Tende et de Sommerive. Il fut également pair de France. Il hérita de l'Hôtel de Mayenne.
Il assista au sacre du roi Louis XIII de France. En 1621, il fut tué dans la tranchée au siège de Montauban d'un coup de mousquet dans l'œil. Il est enterré dans l'église des Carmes d'Aiguillon.
Il avait épousé, à Soissons, en février 1599, Henriette de Nevers (1571 † 1601), fille de Louis IV, duc de Nevers et de Rethel, et d'Henriette de Clèves. N'ayant pas eu d'enfants, ses biens passent aux enfants de sa sœur, Catherine de Lorraine.